# Емих I фон Даун
Емих I фон Даун (на немски: Emich I von Daun; † 23 ноември 1313, Отерберг) е благородник от фамилията Даун и монах в манастир Отерберг.

## Биография
Той е син на Вирих II фон Даун († 1299) и съпругата му рауграфиня Кунигунда фон Нойенбаумберг († 1307), дъщеря на рауграф Хайнрих I фон Нойенбаумбург († 1261) и Агнес фон Саарбрюкен († сл. 1261), дъщеря на граф Симон II фон Саарбрюкен. Майка му е сестра на Емих I, епископ на Вормс (1294 – 1299). Внук е на Вирих I фон Даун († 1260/1262) и първата му съпруга Гуда фон Оберщайн. Брат е на Вирих III фон Даун „Млади“ († 1299), господар на Щайн-Оберщайн, Хайнрих фон Даун († 1319), епископ на Вормс (1318 – 1319), и на Лорета фон Даун-Оберщайн († сл. 1361), омъжена сл. 1264 г. за Годелман фон Дорсвайлер-Морсберг († 1314) и 1317 г. за Готфрид IV фон Епщайн († 1341/1342).
Емих I фон Даун става монах и умира на 23 ноември 1313 г. в манастир Отерберг и е погребан там.
През 1320 г. фамилията Даун от линията Даун-Оберщайн построява своя т. нар. Нов дворец Оберщайн.

## Фамилия
Емих I фон Даун се жени за графиня Елизабет фон Лайнинген († сл. 1351), дъщеря на граф Фридрих V фон Лайнинген-Дагсбург († сл. 1327) и София фон Фрайбург († сл. 1335). Те имат децата:
- София фон Даун († 1334 в Корона, погребана в Отерберг), омъжена на 17 ноември 1323 г. за вилдграф Готфрид III фон Кирбург († 16 юни 1370), син на вилдграф Фридрих I фон Кирбург († 1353) и Агнес фон Шонекен († сл. 1332), дъщеря на Герхард I фон Шьонекен († 1317) и графиня Мехтилд фон Насау-Зиген († 1319), дъщеря на граф Ото I фон Насау († 1289/1290) и Елизабет фон Лайнинген-Ландек († ок. 1303).
- Фритцман фон Даун († 1322), неженен

Вдовицата му Елизабет фон Лайнинген се омъжва втори път сл. 23 ноември 1313 г. за Фридрих II фон Бланкенхайм, господар на Каселбург († 1322) и трети път пр. 30 януари 1329 г. за Конрад V фон Щолценберг „Млади“, господар на Нанщайн († сл. 1351).